# Entijuanarte
"Entijuanarte festival cultural" es un evento artístico que reúne a cientos de artistas contemporáneos con la finalidad de exhibir propuestas creativas en las distintas ramas culturales como la fotografía, las artes plásticas, la escultura, artesanías, entre otras. Se realiza durante un fin de semana en el Centro Cultural Tijuana, en dicha ciudad fronteriza. Su primera edición fue en 2004, actualmente cuenta con más de cien mil asistentes.

## Antecedentes
El primer festival se realizó en el CECUT con una asistencia regular por parte de los ciudadanos y la comunidad artística de la ciudad. Posteriormente, durante tres días, de viernes a domingo, se realizó en cada mes de octubre el evento, contando además de las exhibiciones artísticas, un área gastronómica a la cual se fue incorporando también presentación de cerveza artesanal. El evento comenzó a contar con artistas invitados que presentaban la parte musical del festival.

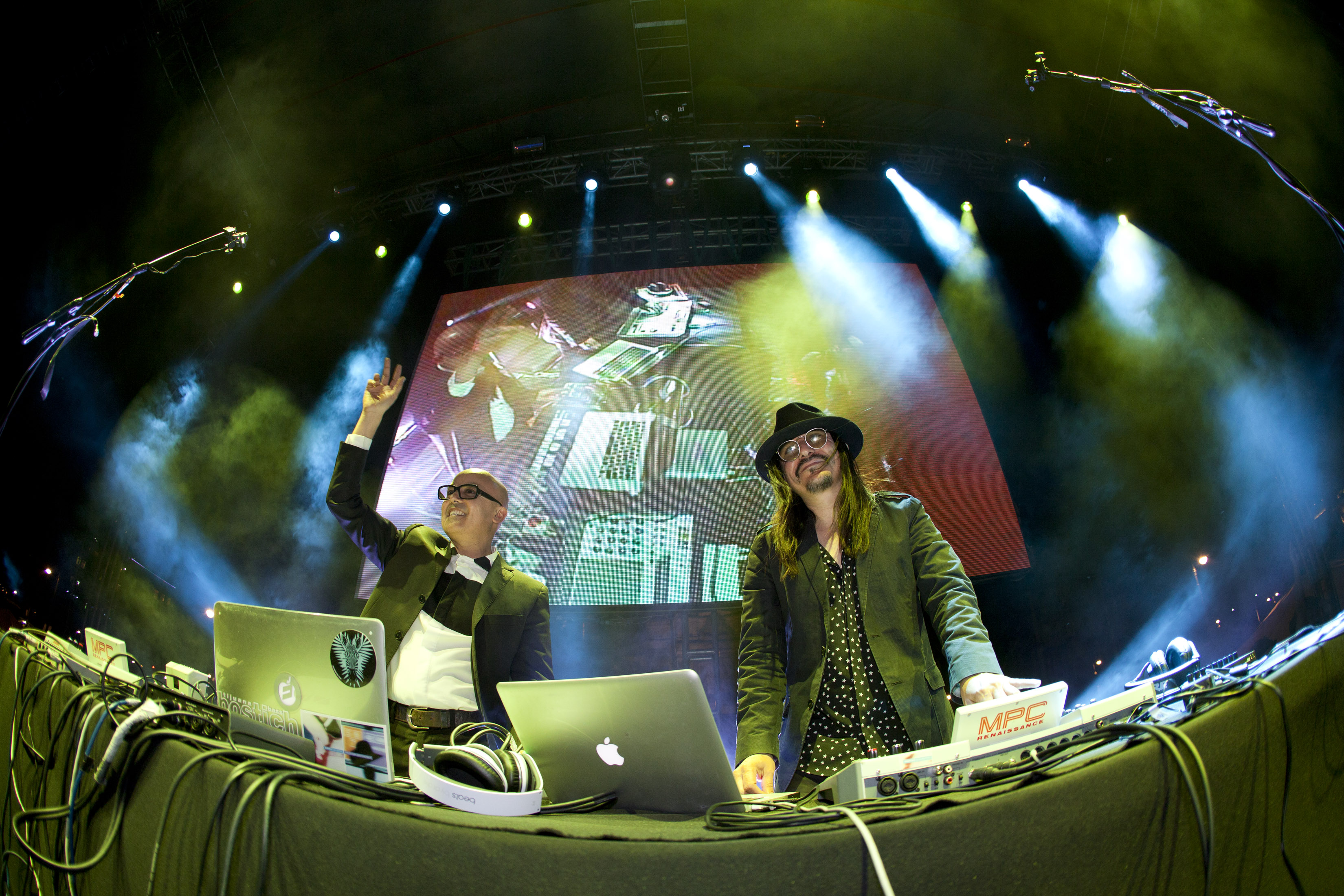
Nortec, una de los colectivos musicales tijuanenses que han participado en el festival

En 2009, celebrando los 5 años del festival, se reunió al grupo Nortec y la Orquesta Sinfónica de Baja California (OBC), en un evento que contó con más de 20 mil personas superando el número de asistentes que se había registrado en ediciones anteriores. El 3, 4 y 5 de octubre de 2014, se celebró la décima edición de Entijuanarte, contando con Los Ángeles Azules y el grupo El Gran Silencio, como artistas invitados, registrando más de 50 mil asistentes en dos días.
En los últimos años, se ha diversificado el número de artistas invitados a las exhibiciones culturales, así como en las presentaciones musicales. Intérpretes como Celso Piña, Fernando Delgadillo, Carla Morrison, Chetes, Caloncho, Ely Guerra; y agrupaciones como Enjambre, Banda Santa Rosa, Matisse, Paté de Fua, Kinky, Los Claxons, entre otros, han participado como estrellas invitadas de cada edición realizada.
Entre los estados invitados que han participado en el festival se encuentran Nuevo León, Sinaloa, Chihuahua, Durango y California, este último de Estados Unidos. Cada año, artistas y expositores de dichos estados son seleccionados para formar parte de los invitados especiales del evento. 

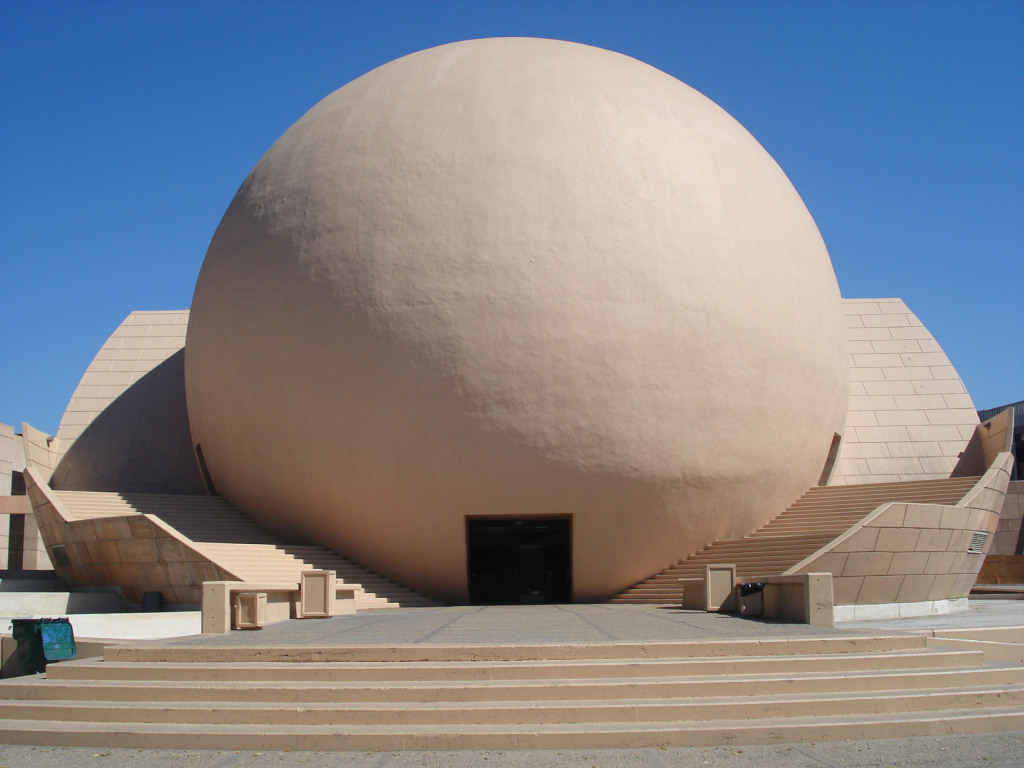
El Centro Cultural Tijuana ha sido la sede de todas las ediciones del entijuanarte

En las últimas ediciones se alcanzó superar la asistencia de más de 100 mil personas, convirtiéndolo en el evento cultural más importante de Baja California, y en uno de los más reconocidos a nivel nacional con presencia a nivel internacional.

## Fundación entijuanarte
Desde 2005 a raíz del nacimiento del festival, se creó la fundación la cual se convertiría en la organizadora del evento que año con año se ha realizado con la participación de algunas instituciones gubernamentales como la Secretaría de Cultura, el Instituto Municipal de Cultura (IMAC), el Instituto de Cultura de Baja California (ICBC), el Centro Cultural Tijuana y algunas otros espacios que han servido de sedes alternas.  
Dicha fundación tiene la finalidad de ofrecer una plataforma profesional de desarrollo, promoción y proyección para los artistas creadores plásticos, visuales y multidisciplinarios de la región de Baja California.